# Angélique d’Estrées
Angélique d’Estrées (* wohl 1570; † 1634 in Paris) war eine französische Adlige und Äbtissin von Maubuisson.

## Leben
Angélique d’Estrées war die Tochter von Antoine IV. d’Estrées, Marquis de Cœuvres, Großmeister der Artillerie von Frankreich, und Françoise Babou de La Bourdaisière sowie Schwester von Gabrielle d’Estrées.
Im Jahr 1580, im Alter von 10 Jahren, wurde sie als Novizin in die Priorei Saint-Louis de Poissy aufgenommen. Fünf Jahre später, mit 15 Jahren, war sie die Geliebte von König Heinrich III., so wie ihre Mutter einige Jahre zuvor. Ihre Affäre mit dem König ist durch die Botschaftskorrespondenz an den königlichen Hof im Jahr 1585 bekannt: Am 26. April desselben Jahres forderte König Heinrich III. in einem Brief Jean de Vivonne, Marquis de Pisany und Botschafter in Rom, auf, den neuen Papst Sixtus V. um die Abtei Maubuisson für sie zu bitten, doch der Papst fand sie dafür zu jung und gab ihr stattdessen die Abtei Sainte-Marie de Berteaucourt, deren Äbtissin sie dann von 1586 bis 1610 war. 1594 gab ihr König Heinrich IV. die Abtei Maubuisson, was es ihm ermöglichte, seine Mätresse Gabrielle d’Estrées zu sehen, die er in der Abtei ihrer Schwester untergebracht hatte.
Am 23. Juni 1599 wurde Angélique Arnauld, die in Port-Royal aufgewachsen war, dort Novizin, am 25. Juni 1600 wechselte sie nach Maubuisson, wo sie bei Angélique d’Estrées eine Form der mütterlichen Zuwendung fand. Eine Falschangabe ihres Vaters Antoine Arnauld zu ihrem Alter verschaffte ihr aus Rom die Päpstliche Bulle, die notwendig war, um Äbtissin zu werden, obwohl sie erst elf Jahre alt war. Am 16. Juli 1602, nach dem Tod von Jeanne de Boulehart, deren Koadjutorin sie war, verließ sie die Abtei Maubuisson, um die Leitung von Port-Royal zu übernehmen.
Um das Jahr 1600 erzürnte Angélique d’Estrées ihren Vetter, den Kardinal François d’Escoubleau de Sourdis, als sie ihre Schwester Françoise d’Estrées, Novizin in Maubuisson, mit Graf Charles de Sanzay verheiratete, ohne das Einverständnis der Eltern einzuholen.
Die Zustände im Kloster Maubuisson unter der Äbtissin Angélique d’Estrées führten bei der Thronbesteigung Ludwigs XIII. zu einem Skandal, so dass der König im Jahr 1617 den Generalabt von Cîteaux, Nicolas II. Boucherat, aufforderte, Abhilfe zu schaffen. Der Generalabt entsandte einige seiner Ordensleute, um die Oberin zur Ordnung zu rufen, doch die ließ sie einsperren und schickte sie dann weg, nachdem sie ihnen Reformen versprochen hatte. Als nichts geschah, schickte der Generalabt neue Abgesandte, die Angélique d’Estrées in einem der Türme der Abtei einsperrte. Die Abgesandten konnten fliehen und zu ihrem Kloster zurückkehren. Der Generalabt bat nun den Hof um eine polizeiliche Aktion, um die Äbtissin zu entfernen und bei den Augustines de l’Ordre de la Pénitence de la Madeleine einzusperren, die unter Leitung von Marie Alvequin standen. Der entsprechende Befehl wurde am 3. Februar 1618 von Jean de Fontis, Prévôt von L’Isle, und seinen Bogenschützen ausgeführt, die Angélique d’Estrées mitnahmen und durch ihre frühere Novizin Angélique Arnauld ersetzten.
Am 10. September 1619 floh Angélique d’Estrées aus ihrem Gefängnis und kehrte mit Hilfe ihres Schwagers Charles de Sanzay und anderer Adliger nach Maubuisson zurück. Dort wurde sie wieder aufgenommen, dann aber im Grand Châtelet festgesetzt, das sie nur wieder verließ, um 1634 in einem kleinen Haus in einer Pariser Vorstadt in größter Armut zu sterben. Sie wurde in der Klarissenkirche von Paris bestattet.